# رژانیتسا
رژانیتسا (به صربی: Ržanica) یک منطقهٔ مسکونی در صربستان است که در الکساندراواک واقع شده‌است. رژانیتسا ۳۱۷ نفر جمعیت دارد.